# Арані Абоні
Арані Абоні (угор. Abonyi Arany), уроджена Абоні Аранка (угор. Abonyi Aranka; Йожефварош, Будапешт, 12 лютого 1899 — Будапешт, 28 жовтня 1967) — художниця, письменник, журналіст.

## Біографія
Народилася в єврейській родині в сім'ї торгового помічника Саламона Арміна Абоні (1867—1945) та Фані Блюм. Навчалася в Будапештському коледжі прикладного мистецтва.
За радянської республіки була членом редакції Vörös Újság, тому після падіння диктатури пролетаріату емігрувала з Угорщини й оселилася у Франції. З 1929 року працювала у різних угорських та франкомовних газетах у Парижі, очолювала відділ мистецтва та літератури в Паризькій газеті, паралельно вивчаючи історію мистецтва та живопис.
На початку Другої світової війни ще, ймовірно, перебувала у Парижі, але на початку 1944 року вже проводила екскурсії Будапештом на основі статей із тогочасної Népszava. Після війни працювала співробітником наукового відділу коледжу образотворчого мистецтва, а згодом у редакції Népszava.
Її чоловіком був Мартон (Московіц) Шандор (1895—1942) з Дебрецена, за якого вона вийшла заміж у Парижі 18 березня 1929 року. Він загинув у жовтні 1942 року на Східному фронті. 
Похована на кладовищі Фаркасрет.